# Rhino Island
Rhino Island (von englisch rhino ‚Nashorn‘) ist eine schmale Insel vor der Ingrid-Christensen-Küste des ostantarktischen Prinzessin-Elisabeth-Lands. Sie gehört zu den Rauer-Inseln und liegt nordöstlich von Filla Island sowie südlich von Slon Island.
Australische Wissenschaftler benannten sie deskriptiv, da sie in ihrer Form an den Kopf eines hornlosen Nashorns erinnert.